# Фельке, Петра
Петра Фельке (по первому мужу Майер, после замужества с Ларсом Фельке-Лунгерсхаузеном снова Фельке; род. 30 июля 1959, Зальфельд, Гера) — восточногерманская (после 1990 года — германская) легкоатлетка, копьеметательница, чемпионка Олимпийских игр 1988 года, неоднократная рекордсменка мира.
Тренировалась вместе с Рут Фукс в спортклубе Motor Jena. После окончания спортивной карьеры Рут Фукс, стала её преемницей. Первую медаль на крупных соревнованиях завоевала в 1978 году, став третьей на чемпионате ГДР. В 1981 году она снова третья на чемпионате страны, в 1982 и 1983 годах — вторая, с 1984 по 1989 годы — шестикратная чемпионка ГДР.
Свой первый мировой рекорд установила 4 июня 1985 года в Шверине, показав 75,26 м, а спустя несколько часов довела рекорд до 75,40 м. 29 июля 1987 года в Лейпциге установила ещё один мировой рекорд — 78,90 м. 9 сентября 1988 года первой среди женщин-копьеметательниц достигла 80-метрового рубежа, показав 80 метров ровно.